# Sąd harcerski
Zasugerowano, aby zintegrować ten artykuł z artykułem Sąd harcerski hufca (dyskusja). Nie opisano powodu propozycji integracji.
Sąd Harcerski – sąd koleżeński w organizacji harcerskiej.

## Związek Harcerstwa Polskiego
Zgodnie ze Statutem ZHP sąd harcerski jest jedną z władz Związku Harcerstwa Polskiego. Sąd harcerski rozpatruje sprawy naruszenia Statutu ZHP, uchwał lub decyzji władz ZHP przez członków organizacji oraz sprawy sporne pomiędzy tymi osobami a związanymi z ich działalnością w ZHP. Bierne prawo wyborcze w wyborach do sądów harcerskich wszystkich szczebli przysługuje wyłącznie instruktorom w stopniu harcmistrza. Oznaką funkcji członka sądu harcerskiego, jest sznur funkcyjny koloru właściwego dla danego szczebla sądu (hufce – srebrny, chorągwie – złoty, NSH – skórzany) wraz z fioletowymi suwakami (przewodniczący – trzy suwaki, zastępca przewodniczącego – dwa, członek – jeden).
Postępowanie przed sądami oraz ich ustrój i właściwość określa Regulamin Sądów Harcerskich ZHP. W sytuacjach, w których nie zarzuca się rażącego naruszenia zasad harcerskiego wychowania lub regulacji wewnętrznych, sąd harcerski dąży preferencyjnie do skłonienie stron do ugodowego rozstrzygnięcia sprawy.

### Ustrój sądów harcerskich
Sądy harcerskie funkcjonują na trzech poziomach struktury ZHP:
- sądy harcerskie hufców (ich wybór nie jest obligatoryjny, min. 3 członków), które orzekają jako sądy I instancji[9];
- sądy harcerskie chorągwi (min. 9 członków), orzekające jako sądy I i II instancji[10];
- Naczelny Sąd Harcerski (min. 11 członków), orzekający jako sąd I i II instancji[11].

Postępowanie dyscyplinarne przez sądami harcerskimi jest dwuinstancyjne.
Postępowanie ugodowe jest jednoetapowe – jeśli strony osiągną ugodę, jest ona ostateczna. Jeśli strony nie zdołają osiągnąć ugody, kolejnym etapem może być postępowanie dyscyplinarne.
Sądy harcerskie pełnią także rolę instancji odwoławczej od decyzji właściwych komendantów dotyczących: 
- ukarania instruktorów lub członków starszyzny harcerskiej;
- zawieszenia instruktorów lub członków ZHP pełniących funkcje instruktorskie w prawach członka ZHP lub w pełnieniu określonych funkcji w ZHP;
- w sprawie zaliczenia służby instruktorskiej;
- w sprawie skreślenia z listy członków ZHP instruktorów lub członków ZHP pełniących funkcje instruktorskie, po uprzednim rozpatrzeniu odwołania odpowiednio przez komendanta chorągwi, Naczelnika ZHP albo Główną Kwaterę ZHP.

W tych przypadkach postępowanie odwoławcze przed sądem harcerskim jest ostatnim etapem postępowania.

### Właściwość sądów harcerskich

#### Sąd harcerski hufca
- prowadzi postępowanie ugodowe, jeśli osobą wskazaną przez wnioskodawcę, jako strona postępowania, jest instruktor albo członek ZHP pełniący funkcję instruktorską, mający przydział do tego hufca i nie pełniący funkcji we władzach ZHP;
- rozpatruje, jako sąd pierwszej instancji, wniosek o ukaranie obwinionego mającego przydział do tego hufca, jeżeli nie pełni on funkcji we władzach ZHP;
- rozpatruje odwołania od decyzji o ukaraniu, zawieszeniu w prawach członka ZHP lub zawieszeniu w pełnieniu określonych funkcji w ZHP – podjętej przez komendanta hufca, komendanta chorągwi albo Naczelnika ZHP wobec instruktora albo członka ZHP pełniącego funkcję instruktorską, mającego przydział do tego hufca, jeżeli nie pełni on funkcji we władzach ZHP;
- rozpatruje odwołania od decyzji komendanta tego hufca w sprawie zaliczenia służby instruktorskiej oraz skreślenia instruktora albo członka ZHP pełniącego funkcję instruktorską z listy członków ZHP.

#### Sąd harcerski chorągwi
- prowadzi postępowanie ugodowe, jeśli osobą wskazaną przez wnioskodawcę, jako strona postępowania, jest instruktor albo członek ZHP pełniący funkcję instruktorską, mający przydział do komendy tej chorągwi lub jednostki przez nią powołanej lub członek władz hufca należącego do tej chorągwi i nie pełniący funkcji we władzach chorągwi oraz władzach naczelnych ZHP;
- rozpatruje, jako sąd pierwszej instancji, wniosek o ukaranie obwinionego mającego przydział do komendy tej chorągwi lub jednostki przez nią powołanej lub będącego członkiem władz hufca należącego do tej chorągwi, jeżeli nie pełni on funkcji we władzach chorągwi oraz władzach naczelnych ZHP;
- rozpatruje odwołania od decyzji o ukaraniu, zawieszeniu w prawach członka ZHP lub zawieszeniu w pełnieniu określonych funkcji w ZHP – podjętej odpowiednio przez komendanta hufca, komendanta chorągwi albo Naczelnika ZHP wobec instruktora albo członka ZHP pełniącego funkcję instruktorską, mającego służbowy do komendy tej chorągwi lub jednostki przez nią powołanej lub wobec członka władz hufca należącego do tej chorągwi, jeżeli nie pełni on funkcji we władzach chorągwi oraz władzach naczelnych ZHP;
- rozpatruje odwołania od decyzji komendanta tej chorągwi w sprawie zaliczenia służby instruktorskiej oraz skreślenia instruktora albo członka ZHP pełniącego funkcję instruktorską z listy członków ZHP.

#### Naczelny Sąd Harcerski
- prowadzenia postępowania ugodowego, jeśli osobą wskazaną przez wnioskodawcę, jako strona postępowania, jest instruktor albo członek ZHP pełniący funkcję instruktorską i mający przydział służbowy do Głównej Kwatery ZHP lub jednostki przez nią powołanej, członek władz chorągwi lub członek władz naczelnych ZHP;
- rozpatrzenia, jako sąd pierwszej instancji, wniosku o ukaranie obwinionego, mającego przydział służbowy do Głównej Kwatery ZHP lub jednostki przez nią powołanej, będącego członkiem władz chorągwi lub członkiem władz naczelnych ZHP;
- rozpatrzenia odwołania od decyzji o ukaraniu, zawieszeniu w prawach członka ZHP lub zawieszeniu w pełnieniu określonych funkcji w ZHP – podjętej odpowiednio przez komendanta hufca, komendanta chorągwi albo Naczelnika ZHP wobec instruktora albo członka ZHP pełniącego funkcję instruktorską, mającego przydział służbowy do Głównej Kwatery ZHP lub jednostki przez nią powołanej, członka władz chorągwi lub członka władz naczelnych ZHP;
- rozpatrzenia odwołania od decyzji Naczelnika ZHP w sprawie zaliczenia służby instruktorskiej oraz skreślenia instruktora albo członka ZHP pełniącego funkcję instruktorską z listy członków ZHP;
- dokonuje wykładni Statutu ZHP;
- uchwala Regulamin sądów harcerskich ZHP[12],

### Składy orzekające
Skład 1-osobowy:
- w postępowaniu ugodowym

Skład 3-osobowy:
- w postępowaniu dyscyplinarnym i odwoławczym[13].

### Ograniczenia postępowania dyscyplinarnego
Wniosek o ukaranie (będący podstawą postępowania dyscyplinarnego) może być złożony nie później niż 4 lata od popełnienia zarzucanego przewinienia. Termin ten jest dłuższy w przypadku czynów, co do których zapadł prawomocny wyrok sądu powszechnego, oraz przewinień przeciwko wolności seksualnej i obyczajności popełnionych wobec małoletnich powierzonych opiece osoby obwinionej. Jeśli postępowanie zostanie wszczęte, nie jest już ono ograniczone terminem przedawnienia.
Przedmiotem postępowania dyscyplinarnego nie mogą być czynności podejmowane przez członka władzy ZHP w wykonywaniu statutowych zadań tej władzy, o ile nie noszą one oczywistych znamion naruszenia przepisów obowiązujących w ZHP.
Sądy harcerskie prowadzą postępowania dyscyplinarne także w sytuacji, gdy od momentu popełnienia przewinienia do momentu wydania orzeczenia ustało członkostwo obwinionego w ZHP. 

### Rozstrzygnięcia
Rozstrzygnięcia składów orzekających zapadają w drodze konsensusu. Głosowanie jest dopuszczalne tylko w wyjątkowych sytuacjach, gdy osiągnięcie konsensusu nie jest możliwe.
Rozstrzygnięcia sądu harcerskiego zapadają w formie orzeczeń lub postanowień (sąd harcerski nie wydaje zatem wyroków). Postanowienie ma charakter proceduralny i może być wydane na rozprawie lub na posiedzeniu samego składu. Orzeczenie może być wydane jedynie na rozprawie.
Po rozstrzygnięciu sprawy zespół orzekający wydaje orzeczenie, na mocy którego:
- uznaje obwinionego za winnego popełnienia zarzucanego mu przewinienia w całości lub w części i wymierza karę dyscyplinarną,
- uznaje obwinionego za winnego popełnienia zarzucanego mu przewinienia w całości lub w części, lecz odstępuje od wymierzenia kary
- uniewinnia obwinionego.[18]

W postępowaniu dyscyplinarnym sądy harcerskie mogą orzekać następujące kary:
- upomnienie;
- nagana;
- pozbawienie, na okres do lat czterech, całości lub części praw członkowskich, w tym zakaz pełnienia określonych funkcji;
- wykluczenie z ZHP.[19]

Orzeczenie o wymierzeniu kary dyscyplinarnej ogłasza się w rozkazie właściwego komendanta lub Naczelnika ZHP (zależnie od przydziału służbowego osoby ukaranej). Sąd może orzec ogłoszenie orzeczenia także w rozkazie innego komendanta lub Naczelnika ZHP, jeżeli jest to zasadne z uwagi na rodzaj i miejsce pełnionej przez ukaranego funkcji.
Wykluczenie z ZHP powoduje pozbawienie praw członkowskich, utratę stopni harcerskich i instruktorskich (wraz z wynikającymi z nich uprawnieniami, także zewnętrznymi) oraz odznak organizacyjnych. Orzeczenie wykluczenia z ZHP ogłasza się obligatoryjnie w rozkazie Naczelnika ZHP.

## Związek Harcerstwa Rzeczypospolitej
Główny sąd całej organizacji (w skład którego wchodzi 5 harcmistrzów wybranych podczas walnego zjazdu) orzeka w sprawach naruszenia dobrych obyczajów przez instruktorów harcerskich, rozstrzyga spory majątkowe oraz odwołania od decyzji władz.
Niezależnie od niego, każdy drużynowy może powołać Sąd Honorowy w swojej drużynie, który rozstrzyga konflikty wśród harcerzy. Jest jedną z metod wychowawczych, ponieważ promuje polubowne rozwiązywanie sporów, a także uczy demokracji. Głównym sędzią w Sądzie Honorowym zawsze jest drużynowy.